# An Jong-ho
An Jong-ho (* 11. März 1987) ist ein nordkoreanischer Fußballspieler.

## Karriere
An tritt international als Spieler der Sportgruppe Amrokgang in Erscheinung, dem Klub des Ministeriums für Staatssicherheit. 
Der Mittelfeldspieler kam seit 2005 zu einigen Einsätzen im nordkoreanischen Nationalteam. In der Qualifikation zur Weltmeisterschaft 2006 stand er beim 3:2-Sieg im bedeutungslosen letzten Spiel gegen Bahrain auf dem Platz, zuvor hatte er als Ersatzspieler bei der Finalrunde der Ostasienmeisterschaft 2005 zwei Kurzeinsätze bestritten.
2007 gehörte er in der letzten Qualifikationsphase zu den Olympischen Spielen 2008 zum Aufgebot der nordkoreanischen Olympiaauswahl, die Endrundenteilnahme verpasste man mit sieben Punkten Rückstand auf Australien aber deutlich.